# Songs in A&E
Songs in A&E è il sesto album discografico in studio del gruppo musicale inglese Spiritualized, pubblicato nel 2008.

## Tracce
Tutte le tracce sono di J Spaceman.
1. Harmony 1 (Mellotron) – 0:24
2. Sweet Talk – 4:05
3. Death Take Your Fiddle – 3:14
4. I Gotta Fire – 2:28
5. Soul on Fire – 4:08
6. Harmony 2 (Piano) – 0:43
7. Sitting on Fire – 4:38
8. Yeah Yeah – 2:28
9. You Lie You Cheat – 3:04
10. Harmony 3 (Voice) – 0:18
11. Baby I'm Just a Fool – 7:07
12. Don't Hold Me Close – 3:08
13. Harmony 4 (The Old Man...) – 1:33
14. The Waves Crash In – 4:08
15. Harmony 5 (Accordion) – 1:04
16. Borrowed Your Gun – 3:48
17. Harmony 6 (Glockenspiel) – 0:51
18. Goodnight Goodnight – 4:38